# 韋荘
韋 荘（い そう、836年 - 910年）は、中国・唐の詩人。字は端己（たんき）。京兆府杜陵県の出身。韋見素の末裔にあたる。
何度も科挙に落第した末、昭宗の乾寧元年（894年）、59歳でようやく進士に及第、校書郎となった。当時、西川にいた王建が叛乱を起こしたので、朝廷では李詢を正使、韋荘を補佐として宣撫に赴かせたが、韋荘はそのまま王建に仕え、王建が前蜀を建てるのに協力して、吏部侍郎・同平章事に任ぜられた。前蜀の都は成都にあり、韋荘はその郊外の、かつて杜甫が住んでいた浣花草堂を修復して、自分の屋敷にしたという。
今、『浣花集』10巻及び同書を増補した『韋荘集』がある。

## 詩人としての彼
作品に、七言絶句「古別離」がある。
| 古別離         |                                          |
| 晴煙漠漠柳毿毿 | 晴煙 漠漠として 柳 毿毿（さんさん）      |
| 不那離情酒半酣 | 那（いか）んともせず 離情 酒半ば酣なるを |
| 更把玉鞭雲外指 | 更に玉鞭を把りて 雲外を指せば            |
| 断腸春色在江南 | 断腸の春色 江南に在り                    |